# Stephan Drăghici
Stephan Leonard Drăghici (sinh ngày 30 tháng 1 năm 1998) là một cầu thủ bóng đá người România thi đấu cho ở vị trí tiền vệ cho Juventus București, theo dạng cho mượn từ Universitatea Craiova.